# Càstic
Càstic (llatí Casticus) fou rei dels sèquans. Era fill del rei Catamantaledis. Es va apoderar del tron per instigació d'Orgetorix vers el 50 aC.